# Alanina aminotransferasa
La alanina aminotransferasa (ALT), también llamada transaminasa glutámico pirúvica (GPT) es una enzima que pertenece al grupo de las transaminasas o aminotransferasas. Esta enzima se encuentra principalmente en las células del hígado. El nivel en sangre de alanino aminotransferasa es un parámetro muy útil en medicina, pues la elevación de las cifras normales puede indicar lesión hepática por destrucción de hepatocitos (citólisis). Tiene una vida media en sangre de 47 horas.

## Función

no

Cataliza la transferencia de un grupo amino (NH2) de la alanina al ácido α-cetoglutárico dando lugar a piruvato y glutamato. La reacción es reversible.
L-alanina + ácido α-cetoglutárico ⇌ piruvato + L-glutamato

## Interpretación
La interpretación de los resultados analíticos precisa conocimientos de medicina y está reservada a profesionales en el ámbito de la salud.

Las cifras normales de alanino aminotransferasa en sangre tienen unos márgenes de tolerancia que dependen de la técnica analítica y el laboratorio concreto por lo que no es posible dar cifras que puedan utilizarse en todos los supuestos.

Cuando en un análisis de sangre se produce una elevación en los niveles de esta enzima, el médico puede recomendar repetir el estudio pasado un tiempo o realizar algunas pruebas complementarias.

La actitud a seguir depende de las circunstancias clínicas tales como edad, antecedentes patológicos, medicación, exposición a tóxicos como el alcohol, peso del paciente y otros datos. Las elevaciones leves o moderadas que no superan el doble de las cifras normales deben interpretarse con cautela. 
Algunas de las causas más frecuentes que provocan elevación de alanina aminotransferasa en sangre son las enfermedades que afectan al hígado, incluyendo:
- el consumo excesivo de bebidas alcohólicas,
- determinados medicamentos,
- esteatosis hepática,
- hepatitis A,
- hepatitis B,
- hepatitis C,
- cirrosis hepática y
- hemocromatosis.[3]